# Macroglossum doddi
Macroglossum doddi är en fjärilsart som beskrevs av Clark 1922. Macroglossum doddi ingår i släktet Macroglossum och familjen svärmare. Inga underarter finns listade i Catalogue of Life.